# 馬爾菲夫西克湖
45°11′57″N 36°06′45″E / 45.19917°N 36.11250°E
馬爾菲夫西克湖（烏克蘭語：Марфівське），是烏克蘭的湖泊，位於該國克里米亞半島的刻赤半島，長2公里、寬1.3公里，面積2.95平方公里，海拔高度30米，湖岸線長度6公里。